# Hans Paul
Hans Erik Paul, född 8 februari 1946 i Varkaus, är en finländsk fotograf. 
Paul började efter studentexamen arbeta vid Pressfoto, var fotograf där 1967–1973 och vid Lehtikuva 1973–1990. Han var bildchef vid Hufvudstadsbladet 1990–1997 och fotograf sedan 1997. Han premierades för "Årets pressbild" 1990. Han har verkat som föreläsare och utgett bildverket Skett och sett. Fotografier 1965–2001 (2003, text: Henrik Meinander). 